# Andrea di Strumi
Andrea di Strumi (Parma, ... – 1107) è stato un religioso italiano.
Abate di San Fedele a Strumi dal 1085, fu biografo di Giovanni Gualberto e di Arialdo martire.